# Ectropis tricolor
Ectropis tricolor är en fjärilsart som beskrevs av De Joannis 1929. Ectropis tricolor ingår i släktet Ectropis och familjen mätare. Inga underarter finns listade i Catalogue of Life.